# 中华薹草
中华薹草（学名：Carex chinensis）为莎草科薹草属下的一个种。分布于中国大陆的广东、江西、浙江、湖南、陕西、四川、贵州、福建等地，生长于海拔200米至1,700米的地区，多生在溪边岩石上、山谷阴处和草丛中。

## 变种
龙奇薹草（学名：Carex chinensis var. longkiensis）是莎草科薹草属中华薹草的变种。分布在中国大陆的云南东北部等地。

## 扩展阅读
維基物種上的相關：中华薹草